# Frans Mallan
Frans Mallan (Rotterdam-Kralingen, 18 april 1925 - Alblasserdam, 8 juli 2010) was een Nederlands predikant van de Gereformeerde Gemeenten in Nederland (GGiN). Na het overlijden in 1966 van de stichter van dit kerkgenootschap, dr. Cornelis Steenblok, was Mallan gedurende vele jaren de leidinggevende persoon binnen de GGiN.

## Biografie
Mallan startte zijn carrière als medewerker in een slagersbedrijf, maar moest dat werk in de Tweede Wereldoorlog noodgedwongen stopzetten. Terwijl hij de draad na de oorlog weer op wilde pakken voelde hij dat hij een roeping had tot het predikambt.
Mallan werd op de relatief jonge leeftijd van twintig jaar toegelaten tot de predikantenopleiding van de Gereformeerde Gemeenten. Hier volgde hij de lessen van ds. G.H. Kersten, docent A. van Bochove en de theoloog dr. C. Steenblok. In 1948 werd hij door predikant Jozias Fraanje bevestigd in de gemeente Bruinisse. Hier maakte hij de watersnood van 1953 mee. Toen in hetzelfde jaar Steenblok wegens "eenzijdigheden in zijn onderwijs" werd geschorst als docent van de Theologische School ging Mallan met zijn gemeente mee naar de door dr. Steenblok opgerichte Gereformeerde Gemeenten in Nederland. Na Bruinisse diende hij achtereenvolgens de gemeenten in Veenendaal (1960), Gouda (1968), Vlaardingen (1972), Rhenen (1976) en Alblasserdam (1984). In deze laatste plaats ging hij in 1996 met emeritaat.
Toen dr. Steenblok in december 1966 overleed, werd Mallan de nieuwe leider van de Gereformeerde Gemeenten in Nederland. Hij was hoofdredacteur van het kerkblad De Wachter Sions en was van 1964 tot 2008 docent aan de theologische opleiding van de kerken, die echter slechts een gering aantal studenten kende. Onder zijn leiding ontstond rond de Gereformeerde Gemeenten in Nederland een mini-zuil binnen de reformatorische zuil met onder andere een eigen bejaardenhuis, eigen basisonderwijs en een eigen organisatie voor hoger opgeleiden, het KLS. Waar Steenblok een weinig sociaal vaardig academisch denker was, toonde Mallan zich meer een samenbindende persoonlijkheid die bredere lagen van het kerkvolk wist aan te spreken. Hij wist echter niet te voorkomen dat in 1980 het kerkgenootschap opnieuw scheurde waardoor de Gereformeerde Gemeenten in Nederland (buiten verband) ontstonden. Op hoge leeftijd maakte hij nog mee dat deze breuk gedeeltelijk werd geheeld door de terugkomst van enige gemeenten.
Frans Mallan overleed begin juli 2010 op 85-jarige leeftijd te Alblasserdam, waar hij na zijn emeritaat was blijven wonen. Op zijn begrafenis, geleid door ds. J. Roos, in diezelfde plaats kwamen duizenden mensen af.

## Nevenfuncties
Mallan was zowel betrokken bij de kerk als bij de politiek. Hij vervulde ook enkele nevenfuncties op dat gebied; hij was onder meer lid van de Nederlandse stichting Mbuma-Zending en het GBS-bestuur. 
In de politiek was hij betrokken als kandidaat voor de Tweede Kamerverkiezingen. In 1971 werd er een voorkeursactie gehouden onder leiding van de oud-gereformeerde ds. E. du Marchie van Voorthuysen, waarbij Mallan bijna in de Tweede Kamer kwam. Naast dat Mallan Tweede Kamerkandidaat was, zat hij met L.M.P. Scholten in het hoofdbestuur van de SGP en hield met hem een lezing in de Tweede Kamer over het gevaar van abortus.

## Publicaties
Mallan publiceerde een groot aantal boeken, voornamelijk prekenbundels en andere stichtelijke lectuur. Samen met L.M.P. Scholten publiceerde hij een verantwoording van het ontstaan van de Gereformeerde Gemeenten in Nederland, Uit ons uitgegaan, waarvan de titel enig stof deed opwaaien aangezien deze niet alleen suggereerde dat de veel grotere Gereformeerde Gemeenten het kerkverband hadden verlaten, maar ook verwees naar een Bijbeltekst over dwaalleraars in de vroege christelijke kerk.
Voornaamste publicaties:
- Uit het zieleleven. Briefwisseling tussen een vriend uit Mesech en een vriend uit de landstreek der Jordaan over de 119e, de 42e en de 84e Psalm (Ede: West-Friese Boekhandel, 1965)
- Het troostboek voor de christen. Verklaring van de Heidelbergse catechismus in 52 predikaties (Rotterdam: Van den Berg, 1973; 2e druk: Zwijndrecht, 1985)
- met L.M.P. Scholten, Uit ons uitgegaan (Rotterdam: Van den Berg, z.j. [=1978])
- Het Woord des levens. Overdenkingen over de eerste Zendbrief van de apostel Johannes (Zwijndrecht: Van den Berg, 1988)
- De groetenis met mijn hand. Dertig brieven (Houten: Den Hertog, 1994)
- Als een blinde geleid, preek ter gelegenheid van het 50-jarig ambtsjubileum (Veenendaal: De Wachter Sions, 1998)
- Het gesproken woord (Veenendaal: De Wachter Sions/Alblasserdam: Sola Gratia, 1998-2009; 5 delen)
- De majesteit des Heeren in de weg Zijner oordelen. Predikatie over Amos 9:5-6 ter herdenking van de watersnood van 1953 (Veenendaal: De Wachter Sions, 2003)